# Paul Zbinden

Paul Zbinden (1985)

Paul Zbinden (* 14. November 1938 in Plaffeien; heimatberechtigt in Plasselb) ist ein Schweizer Politiker (CVP).

## Biografie
Zbinden studierte an der Universität Freiburg i.Üe. Recht und war nach einem Sprachaufenthalt in Paris als Gerichtsschreiber am Kantonsgericht Freiburg tätig. Im Jahr 1966 erhielt er das Anwaltspatent und ab 1967 führte er eine eigene Anwaltspraxis. Im Jahr 1968 doktorierte er zum Dr. iur.
Zbinden war von 1967 bis 1970 Generalrat der Stadt Freiburg, von 1973 bis 1977 Grossrat und sass von 1975 bis 1991 im Nationalrat. In den Jahren 1986/87 präsidierte er die Finanzkommission des Nationalrates und von 1984 bis 1988 war er Fraktionspräsident der CVP.
Zbinden war Präsident oder Mitglied des Verwaltungsrates im Schweizerischen Raiffeisenverband, bei der Berner Versicherung sowie bei Sika, Siemens, Schumacher und den Kaisereggbahnen.